# Olle Karth

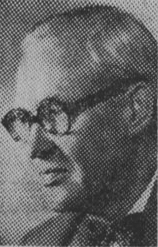
Olle Karth

Bengt Olof (Olle) Karth, född 12 mars 1905 i Stockholm, död 10 september 1965 i Visby, var en svensk arkitekt.
Karth, som var son till ingenjör Gustaf Karth och Emilia Olsson, avlade studentexamen 1924 samt utexaminerades från Kungliga Tekniska högskolan 1928 och från Kungliga Konsthögskolan 1932. Han bedrev egen verksamhet från 1930, var anställd på Byggnadsstyrelsens stadsplanebyrå 1936–1937, var biträdande länsarkitekt i Södermanlands och Gotlands län 1938–1945, stadsarkitekt i Visby stad 1938–1941, länsarkitekt i Gotlands län 1945–1961 och bedrev egen arkitektverksamhet från 1961. Han utförde bland annat stadsplaner, kyrkorestaureringar, skolor och bostadshus.